# Величко, Григорий Иванович
Григо́рий Ива́нович Вели́чко (1863, Николаев — 1935, Харьков) — украинский галицкий историк и экономист. Действительный член Научного общества имени Тараса Шевченко (1899), профессор естественных наук.
В 1920-х — начале 1930-х годов работал в Харьковском институте народного образования.
Автор трудов «Політичні і торговельні взаємовідносини Руси і Візантії 9-11 ст.» (1891), «Народописна книга україно-руського народу» (1896) и популярных работ по географии и экономике Украины.